# HBK CSZKA Moszkva (női kézilabda)
PGK CSZKA Moszkva (oroszul: Профессиональный Гандбольный Клуб Центральный Спортивный Клуб Армии Москва; rövidítve: ПГК ЦСКА Москва) moszkvai székhelyű, női kézilabdacsapat. A 2019–2020-as idénytől kezdve az orosz élvonalban szerepel.

## A csapat története
A CSZKA Moszkva a korábban Bajnokcsapatok Európa-kupáját is megnyerő férfi együttes 2001-es megszűnése, majd Csehovszkije Medvegyire való átnevezése után 2019-ben alapította meg női kézilabda-szakosztályát. A klub vezetősége az első, 2019–2020-as szezon előtt több neves orosz válogatott játékos szerződtetését jelentette be, vezetőedzőnek pedig a dán Jan Leslie-t nevezték ki. A legnagyobb igazolt név az olimpiai bajnok Darja Dmitrijeva és Jekatyerina Iljina volt, de a rivális Rosztov-Don több játékosát is szerződtették. A klub vezetősége a csapat megalapításakor azt tűzte ki célul, hogy a csapat három éven belül nyerje meg a Bajnokok Ligáját.
Első próbálkozásra, a Bajnokok Ligája 2020–2021-es idényében a CSZKA egyből bejutott a sorozat négyes döntőjébe, a negyeddöntőben a román CSM Bucureștit kiejtetve. A szezon végén a Rosztov-Don csapatát felülmúlva, bajnoki címet szerzett a csapat az orosz élvonalban.

## A csapat

### Játékoskeret
A 2021–22-es szezon játékoskerete
| Kapus - 21 Anna Szedojkina - 99 Polina Kaplina Balszélső - 03 Polina Gorskova - 19 Julija Markova Jobbszélső - 15 Marina Szudákova - 91 Szara Risztovszka Beálló - 10 Viktorya Shamanouskaya - 36 Kathrine Heindahl - 67 Anasztaszija Illarijonova | Balátlövő - 08 Jelena Mihajlicsenko - 14 Polina Vegyjohina Irányító - 23 Natalja Csigirinova - 33 Jekatyerina Iljina - 0 Karina Szabirová Jobbátlövő - 06 Ana Gros - 39 Antonyina Skorobogatcsenko |

### A stáb
- Vezetőedző:  Florentin Pera
- Másodedző:  Olga Akopjan
- Kapusedző:  Alekszandrovna Korotnyeva
- Erőnléti edző:  Vaszilij Klujev
- Csapatorvos:  Vladiszlav Dolgacsev
- Masszőr:  Szergej Kozlov
- Adminisztrátor:  Szergej Burkin

### Átigazolások
A 2021–22-es szezont megelőzően
| Érkezők - Florentin Pera (vezetőedző) (a Vâlcea csapatától) - Ana Gros (a Brest Bretagne csapatától) | Távozók - Chana Masson (a HH Elite csapatához) - Sabina Jacobsen (a HC Dunărea Brăila csapatához) - Jan Leslie (vezetőedző) (azonnal) |

## A klub sikerei
- Orosz bajnokság: 
  - 1. hely (1): 2020–21
- Bajnokok Ligája:
  - 4. hely (1): 2020–21